# Бото фон Кверенбург
Бото фон Кверенбург (на немски: Boto von Querenburg) е псевдоним на колектив от математици от гр. Бохум, Германия, организирани по примера на бурбакистите.
Бото е съкращение от „бохумски тополози“, а Кверенбург е университетският квартал в Бохум.

## Съчинения
- Boto von Querenburg: Mengentheoretische Topologie. Springer-Verlag, 1979, ISBN 3-540-67790-9